# Quercus supranitida
Quercus supranitida — вид рослин з родини букових (Fagaceae), ендемік Мексики.

## Середовище проживання
Ендемік Мексики (Нуево-Леон).
Q. supranitida пов’язаний із Q. microphylla, від якого його можна відрізнити за розмірами більш великих та менш вовнистих листків. Трапляється в помірному лісі.

## Загрози
Загрози цьому виду невідомі. Однак подібні породи дуба перебувають під загрозою через зміну землекористування та розширення міст.